# Thais Hernández
Thais Hernández (Sant Boi de Llobregat, Baix Llobregat, 1988 - 26 de desembre de 2023) va ser una cantant de flamenc catalana.
Nascuda a Sant Boi de Llobregat i criada a Castelldefels, va començar la carrera musical a vint anys i va actuar en grans escenaris, com el Gran Teatre del Liceu, el Palau de la Música Catalana i el Palau Sant Jordi, a més de dur el seu art a França, Portugal, Corea del Sud o Nova Zelanda.
Hernández també va treballar amb músics com el guitarrista flamenc Juan Gómez "Chicuelo", el grup de rumba Sabor de Gràcia, Juan de Juan, Inés Bubio, Susana Escoda, Antonio el Toleo o Antonio 'Ñoño', entre d'altres, i va aparèixer en el documental 'Petitet' de Carles Bosch.
La cantant compaginava la seva carrera artística amb la docència i impartia classes de cant a l'Institut Flamenc de Barcelona.
La cantaora, que estava casada amb el guitarrista Rafael Fernández. va morir el dia de Sant Esteve del 2023, després de portar diversos anys de lluita contra el càncer.